# Area of Outstanding Natural Beauty

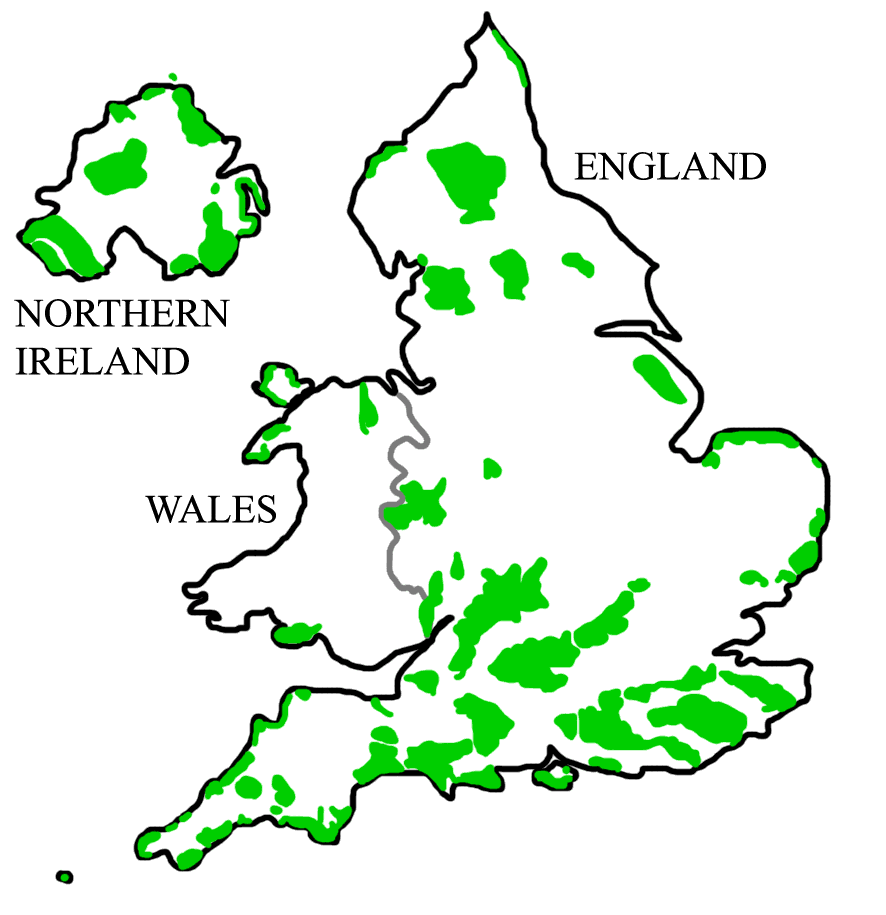
Carte des AONB du Royaume-Uni.

Area of Outstanding Natural Beauty ou AONB (littéralement, « Espace de remarquable beauté naturelle »), est en Angleterre, au pays de Galles et en Irlande du Nord, un espace reconnu pour la beauté de ses paysages, et protégé par des dispositions spécifiques.
Toutefois, les réglementations en vigueur dans les AONB sont nettement moins contraignantes que celles établies pour les Parcs nationaux d'Angleterre et du pays de Galles, créés par la même loi, le National Parks and Access to the Countryside Act de 1949. L'équivalent écossais des AONB sont les National Scenic Areas. 
En 2008, il existait quarante-neuf Areas of Outstanding Natural Beauty de superficie très variable. Le plus grand est celui des Cotswolds et fait 2 038 km2. 

## Liste des Area of Outstanding Natural Beauty

### Angleterre
| AONB                                               | Création | Superficie (km2) | Comté |
| -------------------------------------------------- | -------- | ---------------- | --- |
| Arnside and Silverdale                             | 1972     | 75               | Cumbria (South Lakeland), Lancashire (Lancastre) |
| Blackdown Hills                                    | 1991     | 370              | Devon (East Devon, Mid Devon), Somerset (South Somerset, Somerset West and Taunton) |
| Cannock Chase                                      | 1958     | 68               | Staffordshire (Cannock Chase, Lichfield) |
| Chichester Harbour                                 | 1970     | 37               | Hampshire (Havant), Sussex de l'Ouest (Chichester) |
| Chilterns                                          | 1965     | 833              | Buckinghamshire (Aylesbury Vale, Chiltern, South Bucks, Wycombe), Central Bedfordshire, Hertfordshire (Dacorum, North Hertfordshire, Three Rivers), Luton, Oxfordshire (South Oxfordshire)                                        |
| Cornwall                                           | 1959     | 958              | Cornouailles |
| Cotswolds                                          | 1966     | 2038             | Bath and North East Somerset, Gloucestershire (Cheltenham, Cotswold, Stroud, Tewkesbury), Oxfordshire (Cherwell, West Oxfordshire), South Gloucestershire, Warwickshire (Stratford-on-Avon), Wiltshire, Worcestershire (Wychavon) |
| Cranborne Chase and the West Wiltshire Downs       | 1981     | 983              | Dorset, Hampshire (New Forest), Somerset (Mendip, South Somerset), Wiltshire |
| Vallée de Dedham                                   | 1970     | 90               | Essex (Colchester, Tendring), Suffolk (Babergh) |
| Dorset                                             | 1959     | 1129             | Dorset |
| East Devon                                         | 1963     | 268              | Devon (East Devon) |
| Forest of Bowland                                  | 1964     | 803              | Lancashire (Lancastre, Pendle, Ribble Valley, Wyre), Yorkshire du Nord (Craven) |
| High Weald                                         | 1983     | 1460             | Sussex de l'Est (Hastings, Rother, Wealden), Kent (Ashford, Sevenoaks, Tonbridge and Malling, Tunbridge Wells), Surrey (Tandridge), Sussex de l'Ouest (Crawley, Horsham, Mid Sussex)                                              |
| Howardian Hills                                    | 1987     | 204              | Yorkshire du Nord (Hambleton, Ryedale) |
| Isle of Wight                                      | 1963     | 189              | Isle of Wight |
| Îles Scilly                                        | 1975     | 16               | Îles Scilly |
| Kent Downs                                         | 1968     | 878              | Greater London (Bromley), Kent (Ashford, Canterbury, Dover, Folkestone & Hythe, Gravesham, Maidstone, Sevenoaks, Swale, Tonbridge and Malling), Medway                                                                            |
| Lincolnshire Wolds                                 | 1973     | 560              | Lincolnshire (East Lindsey, West Lindsey), North East Lincolnshire |
| Malvern Hills                                      | 1959     | 105              | Gloucestershire (Forest of Dean), Herefordshire, Worcestershire (Malvern Hills) |
| Mendip Hills                                       | 1972     | 200              | Bath and North East Somerset, North Somerset, Somerset (Mendip, Sedgemoor) |
| Nidderdale                                         | 1994     | 603              | Yorkshire du Nord (Hambleton, Harrogate, Richmondshire) |
| Norfolk Coast                                      | 1968     | 453              | Norfolk (Great Yarmouth, King's Lynn and West Norfolk, North Norfolk) |
| North Devon Coast                                  | 1959     | 171              | Devon (North Devon, Torridge) |
| North Pennines                                     | 1988     | 1983             | County Durham, Cumbria (Carlisle, Eden), Northumberland, Yorkshire du Nord (Richmondshire) |
| Northumberland Coast                               | 1958     | 138              | Northumberland |
| North Wessex Downs                                 | 1972     | 1730             | Hampshire (Basingstoke and Deane, Test Valley), Oxfordshire (South Oxfordshire, Vale of White Horse), Swindon, West Berkshire, Wiltshire                                                                                          |
| Quantock Hills                                     | 1956     | 98               | Somerset (Sedgemoor, Somerset West and Taunton) |
| Shropshire Hills                                   | 1958     | 802              | Shropshire, Telford and Wrekin |
| Solway Coast                                       | 1964     | 115              | Cumbria (Allerdale, Carlisle) |
| South Devon                                        | 1960     | 337              | Devon (South Hams), Torbay |
| Suffolk Coast and Heaths                           | 1970     | 403              | Suffolk (Babergh, East Suffolk) |
| Surrey Hills                                       | 1958     | 422              | Surrey (Guildford, Mole Valley, Reigate and Banstead, Tandridge, Waverley) |
| Tamar Valley                                       | 1995     | 190              | Cornouailles, Devon (South Hams, West Devon) |
| Vallée de la Wye (partiellement au pays de Galles) | 1971     | 326              | Gloucestershire (Forest of Dean), Herefordshire, Monmouthshire |

### Pays de Galles
| AONB                                           | Création | Superficie (km2) | Comté                                         |
| ---------------------------------------------- | -------- | ---------------- | --------------------------------------------- |
| Anglesey                                       | 1967     | 221              | Anglesey                                      |
| Clwydian Range et Dee                          | 1985     | 389              | Denbighshire, Flintshire, Wrexham             |
| Péninsule de Gower                             | 1956     | 188              | Swansea                                       |
| Llŷn                                           | 1956     | 155              | Gwynedd                                       |
| Vallée de la Wye (partiellement en Angleterre) | 1971     | 326              | Gloucestershire, Herefordshire, Monmouthshire |

### Irlande du Nord
| AONB                        | Création | Superficie (km2) | Comté                                                                              |
| --------------------------- | -------- | ---------------- | ---------------------------------------------------------------------------------- |
| Antrim Coast and Glens      | 1989     | 724              | Causeway Coast and Glens, Mid and East Antrim                                      |
| Binevenagh                  | 1966     | 138              | Causeway Coast and Glens                                                           |
| Chaussée des Géants         | 1989     | 42               | Causeway Coast and Glens                                                           |
| Lagan Valley                | 1965     | 39               | Belfast, Lisburn and Castlereagh                                                   |
| Montagnes de Mourne         | 1986     | 570              | Armagh City, Banbridge and Craigavon, Newry, Mourne and Down                       |
| Ring of Gullion             | 1966     | 154              | Newry, Mourne and Down                                                             |
| Sperrins                    | 1968     | 1181             | Causeway Coast and Glens, Derry City and Strabane, Fermanagh and Omagh, Mid Ulster |
| Strangford Lough and Lecale | 1967     | 525              | Ards and North Down, Newry, Mourne and Down                                        |